# Louvvajaure
Louvvajaure är en sjö i Arjeplogs kommun i Lappland och ingår i Piteälvens huvudavrinningsområde. Sjön har en area på 0,824 kvadratkilometer och ligger 458 meter över havet.

## Delavrinningsområde
Louvvajaure ingår i det delavrinningsområde (736815-160455) som SMHI kallar för Utloppet av Louvvajaure. Medelhöjden är 500 meter över havet och ytan är 4,16 kvadratkilometer. Det finns inga avrinningsområden uppströms utan avrinningsområdet är högsta punkten. Vattendraget som avvattnar avrinningsområdet har biflödesordning 2, vilket innebär att vattnet flödar genom totalt 2 vattendrag innan det når havet efter 228 kilometer. Avrinningsområdet består mestadels av skog (79 procent). Avrinningsområdet har 0,82 kvadratkilometer vattenytor vilket ger det en sjöprocent på 19,7 procent.